# Eoin Doyle
Eoin Doyle (Dublino, 12 marzo 1988) è un ex calciatore irlandese, di ruolo attaccante.

## Carriera
Dopo aver giocato nelle nazionali giovanili irlandesi, Doyle viene acquistato dallo Shamrock Rovers; dopo qualche apparizione con la squadra Under-21, nel 2007 fa il suo esordio in prima squadra, raggiungendo in due anni 35 presenze e 5 reti.
Nel 2009 passa allo Sligo Rovers, vincendo una League of Ireland Cup e due FAI Cup nel 2010 e 2011; nell'ultimo anno realizza 20 gol.
Nel dicembre 2011, terminato il suo contratto con lo Sligo, passa all'Hibernian. Pur non giocando molto in campionato, in Scottish Cup contribuisce all'arrivo in finale dei bianco-verdi di Edimburgo con 2 gol, di cui uno decisivo contro il Kilmarnock. In campionato segna il suo primo gol nella sfida salvezza contro il Dunfermline, poi vinta 4-0 dagli Hibs.
Nella sua seconda stagione in Scozia gioca molte gare, pur non partendo spesso da titolare, e riesce a siglare 11 reti. Importante è stata la sua prestazione contro il Falkirk nella semifinale di Scottish Cup, in cui sigla uno dei gol che dà vita alla rimonta degli Hibs.
Il 31 maggio 2013 passa al Chesterfield, squadra di Football League Two.
Negli anni seguenti girovaga per varie squadre inglesi facendo ritorno in patria, il 7 gennaio 2022, trasferendosi al St Patrick's.

## Palmarès

### Club

#### Competizioni nazionali
- Coppa d'Irlanda: 2

Sligo Rovers: 2010, 2011
- Coppa di Lega irlandese: 1

Sligo Rovers: 2010
- Campionato inglese di quarta divisione: 3

Chesterfield: 2013-2014
Portsmouth: 2016-2017
Swindon Town: 2019-2020

### Individuale
- Capocannoniere della Football League Two: 1

2019-2020 (25 reti)
- Football League Two Player of the Year: 1

2019-2020